# Nokia 1200
Le nokia 1200 est un téléphone de l'entreprise Nokia. Il est monobloc. Son autonomie est de 390h en veille et de 7h00 en communication.

## Caractéristiques
- Système d'exploitation Propriétaire
- GSM
- 102 × 44 × 17 mm   pour 80 grammes
- Écran  Monochrome, 96 × 68 pixels
- Lampe torche
- Vibreur
- DAS : 1,07 W/kg.